# 1960年臺灣
|        | 臺灣歷史 \| 台灣歷史年表 |
| 世纪： | 19世纪臺灣 \| 20世纪臺灣 \| 21世纪臺灣 |
| 年代： | 1930年代臺灣 \| 1940年代臺灣 \| 1950年代臺灣 \| 1960年代臺灣 \| 1970年代臺灣 \| 1980年代臺灣 \| 1990年代臺灣                                           |
| 年份： | 1955年臺灣 \| 1956年臺灣 \| 1957年臺灣 \| 1958年臺灣 \| 1959年臺灣 \| 1960年臺灣 \| 1961年臺灣 \| 1962年臺灣 \| 1963年臺灣 \| 1964年臺灣 \| 1965年臺灣 |
| 纪年： | 庚子年（鼠年）、中華民國49年 |

## 政府

### 國家正副元首

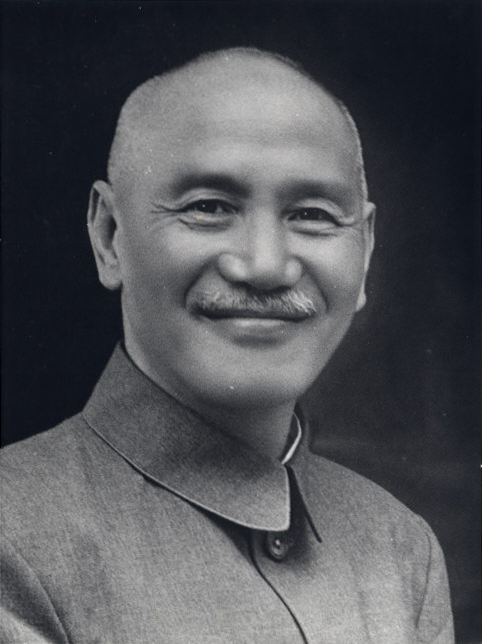
總統：蔣中正
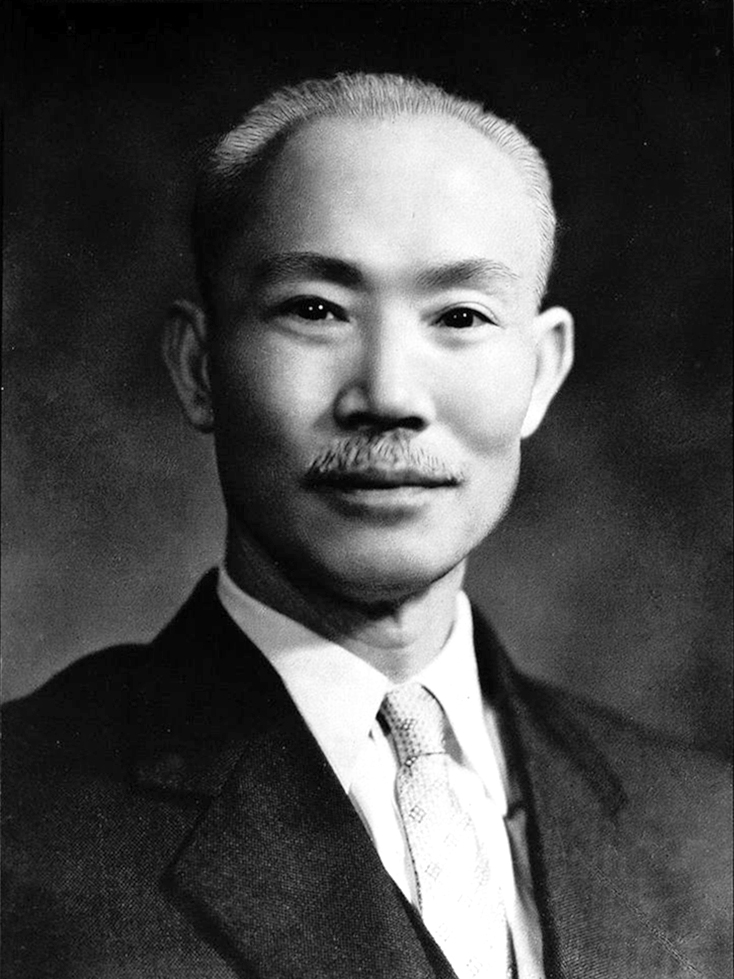
副總統：陳誠

### 五院首長

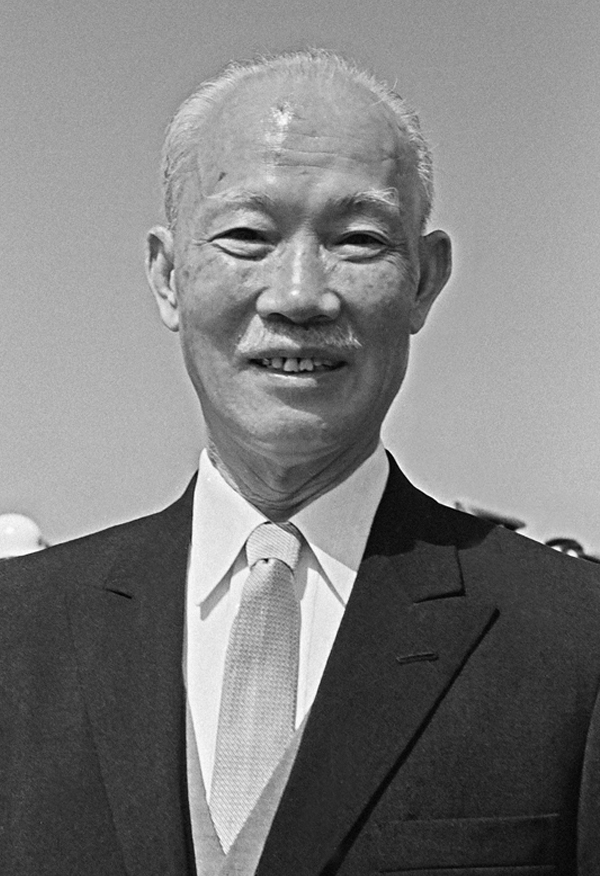
行政院院長：陳誠（副總統兼任）
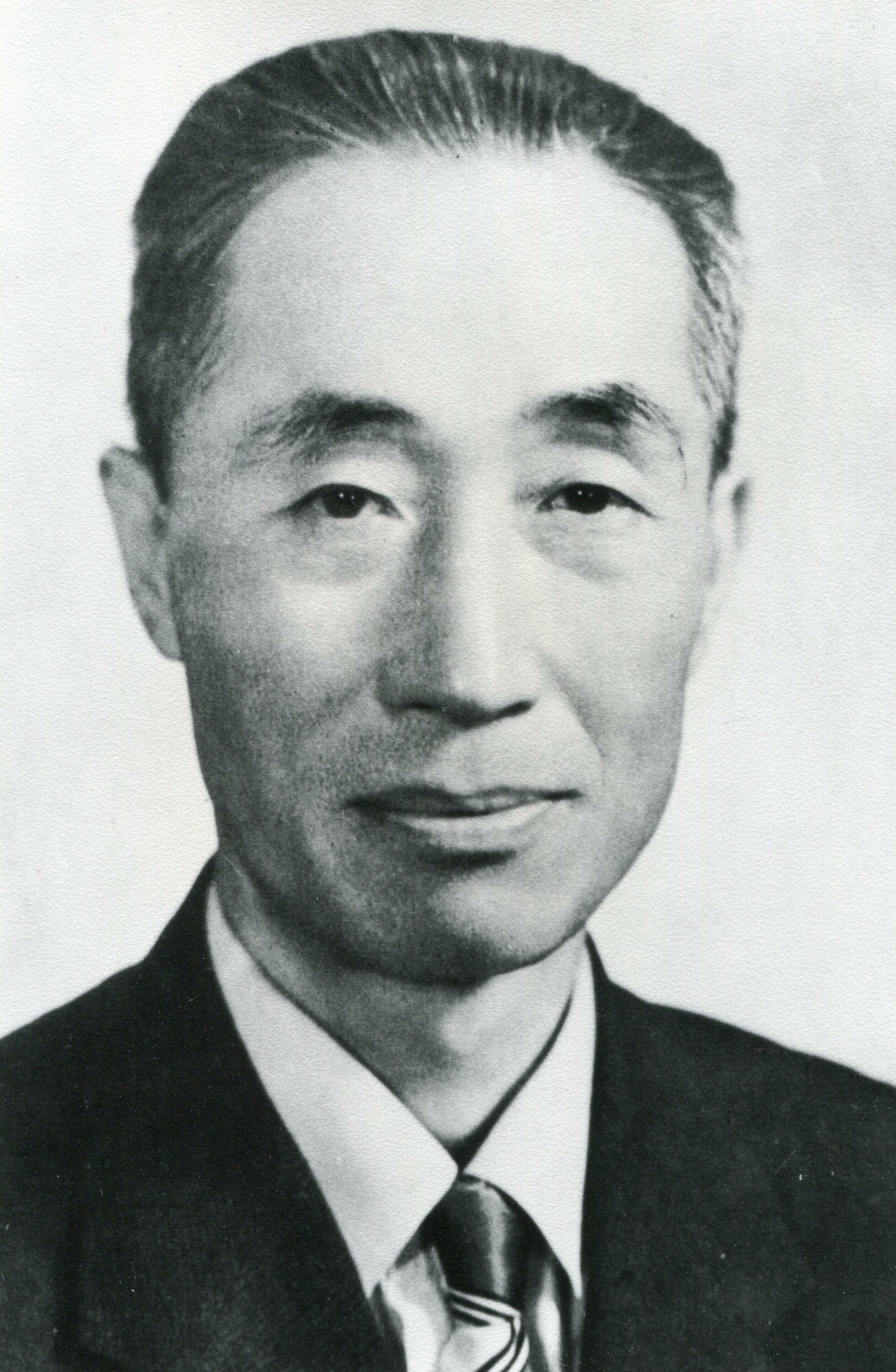
立法院院長：張道藩
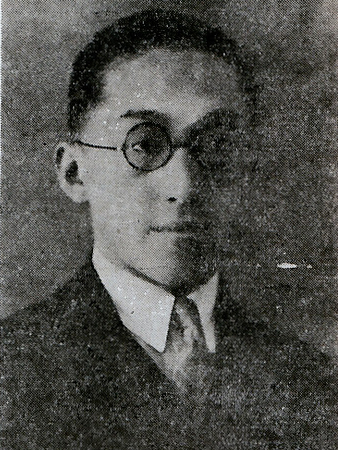
司法院院長：謝冠生
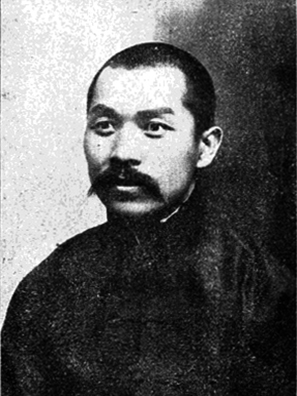
考試院院長：莫德惠
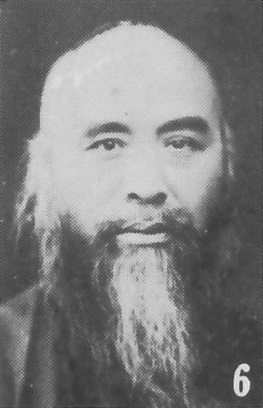
監察院院長：于右任

### 省政府主席

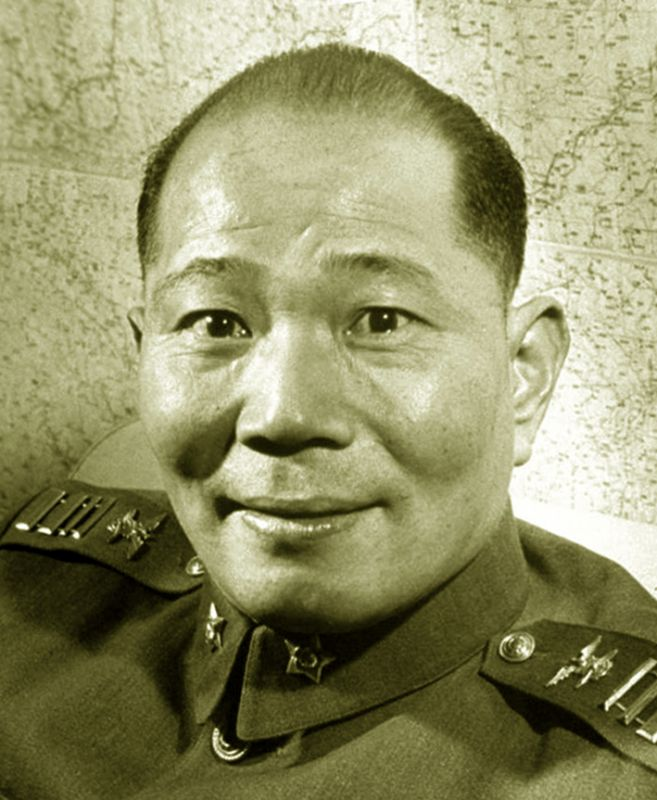
臺灣省政府主席：周至柔
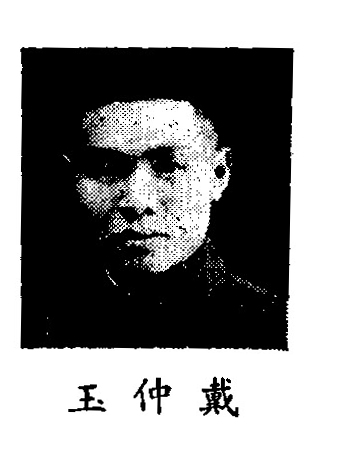
福建省政府主席：戴仲玉

## 大事記
- 當時政府正積極推動儲蓄運動，鼓勵國民存款。當時擔任台北市第十信用合作社理事主席的蔡萬春，掌握良機，借力使力，推出十信【一元開戶幸福存款】。
- 艾森豪希望結束冷戰遇挫，他訪問台北，蔣舉行盛大歡迎活動，30多萬人夾道相迎[1]:636。蔣要求艾森豪提供飛機和通訊，支持「空投和其他破壞與游擊行動」[1]:637。

### 1月
- 1月11日——行政院長陳誠宣布，限期三個月清理軍用土地[2]:654。
- 1月14日——希臘恢復駐臺大使館（11月18日，首任駐華大使顧思達（Dwight David Eisenhower）呈遞到任國書。）[2]:654。
- 1月15日——行政院美援運用委員會成立工業發展投資研究小組；越南總統吳廷琰訪華（1月9日，發表聯合公報，促自由世界抵制共黨侵略。）[2]:654[3]。
- 1月22日——臺灣銀行開始貸放災區土地重劃復耕貸款，總額新臺幣1,900餘萬元[2]:654。
- 1月25日——行政院長陳誠主持水災重建小組檢討會議，籌劃運用軍工長期支援經建[2]:654。
- 1月26日——中國大陸災胞救濟總會宣佈10年來已空投中國大陸4,000餘萬噸物資[2]:654。
- 1月29日——土中友好協會在土耳其安卡拉成立[2]:654。

### 2月
- 2月1日——《自由中國》社論「敬向蔣總統作最後之忠告」，要求蔣中正不再連任[2]:654。
- 2月12日——大法官會議解釋：憲法所稱國民大會代表總額，在當前情形，應以依法選出而能應召集之國民大會代表人數為計算標準[2]:654-655。
- 2月16日——臺灣海峽上空空軍巡邏機4架迎戰中共米格機10餘架，解放軍機1架被擊落[2]:655。
- 2月17日——中國國民黨中央常會通過國民大會代表黨團所提「修正動員戡亂時期臨時條款以鞏固國家領導中心案」[2]:655。
- 2月20日——第一屆國民大會第三次會議在臺北揭幕（3月11日，通過修正並公布「動員戡亂時期臨時條款」，總統連任次數無限制。3月19日，通過成立「國民大會憲政討論委員會」。3月25日，閉幕。）[2]:655。
- 2月28日——王育德於日本成立台獨運動組織台灣青年社。

### 3月
- 韓國總統李承晚辭職，蔣認為美國人愚昧鼓勵韓國國內政敵反對反共領袖，加決蔣根除反對勢力[1]:634-635。
- 3月3日——中國國民黨總裁蔣介石召見黨籍國大代表，因憲法修改及動員戡亂時期臨時條款修正問題，國大代表出現出現對立及鬥毆，蔣介石勉其貫徹黨之決策，並再申不修憲法主張[2]:655。
- 3月21日——國民大會選舉蔣介石為中華民國第三任總統（3月22日，陳誠當選連任副總統。）[2]:656。
- 3月29日——教育廣播電臺正式開播[2]:656。

### 4月
- 4月24日——臺灣省投票選舉第二屆省議員及第四屆縣市長（6月2日，黃朝琴、謝東閔當選正副議長。）[2]:656。國民黨取得20席，基隆市由民社黨林番王當選。
- 4月25日——中部橫貫公路全線完工。

### 5月
- 5月9日——中部橫貫公路開放通車。
- 5月27日——8時5分，臺糖南投車站遭到彰化客運汽車失控撞毀，當時人在站房內的副站長不幸罹難[4]。
- 5月30日——在海地首都太子港設立公使館。

### 6月
- 6月17日——中共下午對金門地區各島全面砲擊五十分鐘，共落彈三萬餘發；
- 6月18日——美國總統德懷特·大衛·艾森豪訪台，演説中強調決不承認中共（6月19日，發表聯合公報，保證繼續合作抵禦中共挑釁。）[2]:658。同日零時起，共軍對金門砲擊四十五分鐘，落彈五萬餘發。
- 6月19日——中國人民解放軍再度三次砲擊，落彈近九萬發，合計三日，共軍射擊十七萬餘發砲彈。这是金门自823战役以来，遭受大陆炮击最惨重的一次。

### 9月
- 9月3日——中華民國與古巴斷交。
- 9月4日——《自由中國》雜誌社社長雷震等人因涉嫌叛亂，遭警備總部逮捕（9月6日，警總宣布，劉子英是匪諜，雷震涉及在內。9月26日，雷震等以涉嫌叛亂被起訴。10月8日，宣判，雷震處刑10年，劉子英12年，馬之驌5年。）[2]:660。
- 9月6日——楊傳廣榮獲羅馬奧運田徑十項全能銀牌。

### 10月
- 10月21日——中華民國與馬利共和國斷交[2]:660。

## 出生
参见： 1960年出生
- 1月1日——王世堅：政治人物。
- 1月2日——周月雲：書法家。
- 1月6日——蘇明明：演員。
- 1月12日——
  - 齊秦，知名歌手。
  - 方儉：記者、環保運動人士。
- 1月15日——
  - 古金水：體育教練、十項全能運動員。
  - 陳姿伶：政治人物、護理師，現任桃園市原住民族行政局局長。
- 1月18日——甄秀珍：歌手、演員。
- 1月22日——鄭幸生：棒球教練。
- 1月27日——廖婉汝。政治人物。曾任國大代表、立法委員。
- 1月30日——林昭亮：小提琴家。
- 2月1日——王百川：運動防護教育家。
- 2月3日——袁小迪，知名歌手。台語流行音樂男歌手，代表作有〈重出江湖〉。
- 2月5日——李益勝：板金學徒。
- 2月6日——游月霞：政治人物，是陳朝容前妻，曾任立法委員。
- 2月8日——張漢東：政治人物，曾任宜蘭縣議員。
- 2月13日——沈春華，新聞界人物。中視新聞主播。
- 2月16日——陳永和：政治人物，曾任台南市龍崎區牛埔里長。
- 2月25日——李全教：政治人物。
- 3月2日——黃李月琴：政治人物，曾任桃園縣議員、平鎮市市長。
- 3月7日——林克孝：金融家。
- 3月8日——
  - 藍博洲，記者、小說家。
  - 王惠五：演員。
- 3月9日——林銘仁：政治人物，現任新北市議員。
- 3月11日——杜微：鐵道主管，現任台灣鐵路管理局局長。
- 3月14日——張學舜，政治人物。曾任立法委員。
- 3月18日——蔡立慧：獸醫師、生物學家。
- 3月26日——陳玨里：水餃業者、籃球運動員。
- 3月27日——
  - 唐雅君：企業家。
  - 杜福明：棒球教練。
- 3月28日——苑舉正：哲學家。
- 3月29日——釋道融：歌手、演員、比丘尼。
- 3月31日——撒古流·巴瓦瓦隆（Sakuliu Pavavalung），排灣族原住民藝術家。
- 4月1日——
  - 許乃懿：醫師、鐵道迷。
  - 李沃士：政治人物，曾任金門縣縣長。
- 4月6日——田智宣。政治人物。曾任吉安鄉鄉長、花蓮市市長。（2016年逝世）
- 4月11日——李茂山：歌手、主持人。
- 4月15日——劉一德。雜誌主編、政治人物。現任臺灣團結聯盟黨主席。
- 4月16日——朱德庸。漫畫家。
- 4月18日——王聖仁：政治人物，曾任高雄市議員。
- 4月19日——張延廷：軍事人物。
- 4月20日——江念庭：歌手。
- 4月22日——李紀珠：政治人物，曾任立法委員、行政院青年輔導委員會主任委員。
- 4月23日——楊明煌：音樂製作人。
- 4月26日——蕭隆澤，政治人物。現任臺中市議員。
- 5月3日——唐碧娥。政治人物。曾任國大代表、立法委員，現任臺南市議員。
- 5月5日——昝家驤：籃球教練。
- 5月7日——朱天衣。作家。
- 5月12日——賴弘毅：空服員、教育工作者。
- 5月16日——紀國棟。政治人物。曾任臺中縣大肚鄉長、立法委員。
- 5月21日——林瑞陽：演員、企業家，是張庭之夫。
- 6月2日——
  - 張誠。中華民國陸軍上校、火箭科學家。
  - 吳秀明：法學家。
- 6月8日——齊士崢：地理學家。
- 6月9日——趙文瑄。藝人。
- 6月18日——
  - 高天民，知名罪犯，白曉燕命案的主嫌之一。在石牌槍戰中不敵警方優勢舉槍自盡。（1997年逝世）
  - 李宛鳳：配音員。
- 6月24日——董智森：記者、主持人、時事評論家。
- 6月25日——童子賢。企業家。和碩聯合科技董事長。
- 6月28日——謝淑亞：政治人物，現任雲林縣副縣長，曾任斗六市市長、雲林縣議員。
- 7月1日——
  - 陳進興：演員。
  - 錢定遠：體育主播。
- 7月5日——蔡煌瑯：政治人物。
- 7月11日——
  - 李麗芬：歌手。
  - 呂黃春金：政治人物，曾任澎湖縣議員。
- 7月18日——李偉華：幕僚，曾任邱臣遠立委宜蘭服務處主任。
- 7月19日——許俊雅：文學家。
- 7月23日——林奎佑，筆名魚夫。漫畫家。
- 7月24日——劉士民：相聲、演員。
- 7月29日——張善良：企業家。
- 7月30日——胡延年：軍事人物。
- 8月1日——張明達：政治人物，現任嘉義縣議會議長。
- 8月9日——
  - 林淑容：歌手。
  - 林蔚伶：演員、作家。
  - 許東慶：籃球教練。
- 8月10日——楊慶煌，藝人。曾擔任《在室男》、《報告班長》主角。
- 8月12日——羅霈穎。藝人。演員、主持人。
- 8月14日——黃連煜：歌手、演員、音樂製作人，是新寶島康樂隊成員之一。
- 8月15日——
  - 張茂楠：政治人物，曾任台北市議員。
  - 吳蕚洋：金融家，曾任兆豐產物保險花蓮分公司經理。
- 8月18日——李學忠：建築師，是李重耀之子。
- 8月21日——
  - 葉宜津。政治人物。曾任台灣省議員，現任立法委員。
  - 林秋離：作詞家、音樂製作人。
- 8月22日——熊厚基：軍事人物。
- 8月25日——顏清標，黑道、政治人物。財團法人大甲鎮瀾宮基金會董事長，曾任立法委員。
- 8月31日——
  - 劉傑。男性配音員、廣播節目主持人。
  - 符爽：配音員。
- 9月2日——林振賢：棒球教練。
- 9月20日——曾文誠：賽事播報員。
- 9月26日——阿發師：廚師。
- 10月1日——
  - 陳錕山：電機工程學家。
  - 常瑞華：企業家、電機工程學家。
- 10月4日——莊玉珠：政治人物，曾任台南市議員。
- 10月5日——游元弘：詩人。
- 10月7日——王日昇：歌手、模特兒、電台DJ。
- 10月17日——
  - 林慶台：牧師、演員。
  - 陳宏守：企業家。
- 10月21日——趙士強：棒球教練。
- 10月22日——林富士：歷史學家。
- 10月26日——江泰權：棒球選手，現被終身禁賽。
- 10月27日——劉秀雯：演員。
- 10月28日——周治平：歌手。
- 10月31日——朱寶意：演員，是在香港出道的台灣藝人。
- 11月2日——孫善豪：哲學家。
- 11月12日——歐陽龍。政治人物。曾任臺北市議員。
- 11月15日——邱奕勝：政治人物，現任桃園市議會議長。
- 11月18日——江宜樺，學者、政治人物。曾任行政院院長。
- 11月19日——鄭百勝：棒球選手，現被終身禁賽。
- 11月21日——楊典忠：政治人物，現任台中市議員。
- 11月29日——
  - 邱建富。政治人物。現任彰化市市長。
  - 徐貴櫻：演員、模特兒。
- 11月30日——林耕仁：政治人物，曾任新竹市議員。
- 12月2日——官志宏：配音員。
- 12月7日——陳曉明：軍事人物。
- 12月9日——
  - 劉瑞琪：演員。
  - 曾增球：籃球教練。
- 12年12日——陳見賢：政治人物，現任新竹縣副縣長。
- 12月14日——葉培城：企業家，是技嘉科技創辦人。
- 12月19日——孫家裕：漫畫家。
- 12月20日——孫德榮：經紀人、製作人、YouTube網紅。
- 12月24日——費翔，知名歌手。
- 12月27日——張顯超：法學家。

## 逝世
- 5月23日——閻錫山，軍閥、前行政院長（1883年生）。
- 6月1日——俞鴻鈞，前行政院長（1898年生）。
- 8月4日——鍾理和，客家籍作家。代表作《笠山農場》。（1915年出生）